# آتشفشان روتا
آتشفشان روتا (به اسپانیایی: Rota) که با نام اوروتا (به اسپانیایی: Orota) نیز شناخته می‌شود آتشفشانی چینه‌ای به ارتفاع ۸۳۲ متر واقع در نیکاراگوآ در آمریکای مرکزی است.

## مشخصات
روتا آتشفشانی کم‌ارتفاع و پوشیده از جنگل است که در منطقه‌ای در بین آتشفشان‌های سرو نگرو و مجموعه آتشفشانی تلیکا در رشته‌کوه‌های مرکزی مارابیوس واقع شده است. این آتشفشان که شکل‌گیریش به دورهٔ هولوسن می‌رسد دارای دهانه‌ای به قطر ۱ کیلومتر است که دیوارهٔ آن در بخش جنوبی دهانه کمترین ارتفاع را دارد.

## تاریخچه فعالیت‌های آتشفشانی
تاریخ آخرین آتشفشانی روتا نامشخص است و پژوهشگرانی همچون ویلیامز و مک‌برنی (۱۹۶۵) اعتقاد دارند که این آتشفشان برای چندین سده آرام بوده است. با وجود این لرزه‌هایی در سال‌های ۱۹۸۶، ۱۹۸۹ و ۱۹۹۲ در این منطقه روی داد.